# Perzsa főnév
A perzsa főnév lehet köznév és tulajdonnév. A mai perzsa nyelv a magyarhoz hasonlóan nem ismer nyelvtani nemet. A törökhöz hasonlóan csak határozatlan névelőt ismer. A főnevek véghangsúlyosak. Az esetek jelei az óperzsa óta jelentős részben eltűntek, ami jellemző a kontaktnyelvekre; ma csak a tárgyesetet jelöli egy posztpozíció, a râ partikula, a többit prepozíció.

## Határozottság
Alapállapotban a főnév határozott, tehát pl. a ketâb szó jelentése egyaránt 'könyv' és 'a könyv'. Határozatlanná tenni kétféleképpen lehet: ketâb-i vagy yek ketâb (köznyelvben a kettő kombinációja, a yek ketâb-i is előfordul). Az -i nem hangsúlyos.
Magánhangzóra végződő szavakhoz kapcsolódása:
- ا és و után ي
- ه után اى vagy ي
- ى után اى

## Többes szám
A perzsa ötféle többes számot ismer, ebből három az arabból került át.
- A leggyakoribb a -hâ (ها) végződés, ez eredetileg csak élettelen tárgyak többes száma volt, de a köznyelvben előfordul élőkre is. xâne: ház, xânehâ: házak.
- Az -ân (ان) élőlények többes száma. deraxt: fa, deraxtân: fák.
- Az -in (ین) arabból átkerült, ott hímnemű szavak ép többes száma. Példa: mosâfer: utas, mosâferin: utasok.
- Az -ât (ات) arabból átkerült, ott nőnemű szavak ép többes száma. Példa: eḥsâs: érzés, eḥsâsât: érzések. Ennél és az -innél is előfordul, hogy helyette a -hâ vagy (csak élőknél) az -ân többes számot használják.
- Az ún. tört többes olyan szavak többes száma, amik arabból kerültek át az ottani, tört többes számukkal együtt. Példa: markaz: központ, marâkez: központok; qânun: törvény, qavânin: törvények; mellat: nép, melal: népek.

Az ép nőnemű többes egy variánsa a -ǧât gyűjtőnévképző. širini: édesség, širiniǧât: édességfajták; mive: gyümölcs, mivehâ: gyümölcsök; miveǧât: gyümölcsfajok.
Összetett főnévnek csak a legvégén szerepel a többes szám jele: kot-o-šalvârhâ: öltönyök (az öltöny jelentésű kot-o-šalvâr szó szerint: „zakó és nadrág”).
Szóvégi magánhangzót jelölő ه után a többes szám jele különírandó a szótól.

## A birtoklás kifejezése
A birtoklást kétféleképpen fejezi ki a perzsa:
- enklitikus személyes névmással: pedaram: apám, pedarat: apád, pedaraš: apja, pedaremân: apánk, pedaretân: apátok, pedarešân: apjuk. Magánhangzóra végződő szavakhoz kapcsolásnál a köznyelvben gyakran eltűnik a névmás elejéről a magánhangzó.
- ezâfeszerkezettel: az ezâfe egy -e, ami a birtokot és az utána álló birtokost összekapcsolja, hasonlóan az angol ofhoz. Állhat utána főnév és névmás is (ketâb-e Parviz: Parviz könyve; ketâb-e man: az én könyvem), de utóbbi esetben gyakoribb az enklitikus névmások használata. Magánhangzóra végződő szóhoz -y- kötőhanggal járul az ezâfe: xâne-ye Mariam: Mariam háza.

## Arâpartikula (را)
A râ partikulával a mai perzsában a tárgyesetet képezik: bacce „(a) gyerek” / baccerâ „(a) gyereket”. Már az óperzsa korban előfordul, egyetlen feliratról ismert, râdiy formában, itt még okhatározói értelemben használt posztpozíció („annak okáért”) értelemben. A középperzsa korban râd formában részes esetet, néha már tárgyesetet jelöl. Az újperzsa râ már csak tárgyesetet jelöl, leszámítva pár rögzült kifejezést, például xoda-râ: „Istenért”. Csoportos ragozás jellemzi, a „könyvet és füzetet” ketâb o daftar-râ, nem ketâb-râ o daftar-râ. Generikus tárgynál (pl. „könyvet vettem”) nem használt; költészetben gyakran kihagyják, ha a szótagszám úgy kívánja.